# Avram Goldstein-Goren
Avram Goldstein-Goren (n. 28 iulie 1905, Podu Turcului, Bacău, România – d. 27 noiembrie 2005), a fost un bancher evreu român, industriaș israelian și om de afaceri internațional, filantrop care a contribuit la dezvoltarea culturii și învățământului universitar în Israel, România, Statele Unite și Italia.
Avram s-a născut la Podu Turcului, România, ca fiul lui Ițhac Moshe Goldstein, din cei mai importanți comercianți din sudul Moldovei. El a studiat științele economice și dreptul la Universitatea din București și era director al Băncii Comerciale din Tecuci. Era avocat, membru în bar din 1927 până în 1941, când a fost expulzat datorită legilor rasiale.
În anul 1939 Avram Goldstein s-a căsătorit cu Stela Cukier, fiica unor comercianți și fabricanți de textile, evrei veniți din Polonia. După al Doilea Război Mondial, în 1944, a dat ajutor ca 124 orfani evrei care au supraviețuit lagărele din Transnistria să poată emigra în Țara Israelului. Și el a emigrat în aceiaș direcție împreună cu familia lui.
În Palestina și în continuare în Israel, a fondat prima fabrică de cerneluri, a fost director și proprietar parțial al băncii Palestine British Bank, a fondat o fabrică de textile la Dimona și o societate de comerț cu numele Palbric. A fost și importatorul exclusiv de automobile, camione și autobuze Fiat din 1945 pana 1989. Inainte de introducerea de automobile Japonese Fiat avea aproape 25% din piața Israeliana.